# Pere Rameil
Pere Rameil (Perpinyà, 18 d'abril de 1878 — Perpinyà, 4 de febrer de 1936) va ser un advocat i polític rossellonès, diputat a l'Assemblea Nacional Francesa, senador i secretari d'Estat.

## Biografia
Després d'un primer intent en 1910, fou elegit diputat a l'Assemblea Nacional Francesa en 1914, i va mantenir el seu escó fins al 1928 per Partit Republicà Socialista. En 1920, com a encarregat del pressupost de Belles Arts, va anunciar la transformació de l'Antic Palau del Trocadéro en Teatre Nacional Popular dirigit per Firmin Gémier. Va ser breument el sotssecretari d'estat per a l'Educació Tècnica i Belles Arts, des del 23 de juny fins al 18 de juliol de 1926, cosa que el permeté intervenir en l'alliberament de Bonaventura Gassol, Rafael Ramis, Martí Vilanova, Joan Ysern, Pere Garrós i Manuel Marsà, detinguts el 14 de juliol del 1926 a la gran manifestació de París (alliberament en què també col·laborà Édouard Herriot, president de la Cambra de Diputats).
Va ser elegit senador dels Pirineus Orientals des del 6 de juliol de 1930, a la mort de Juli Pams i Vallarino fins a la seva mort, quasi sis anys més tard. També va arribar a publicar alguns poemes i sainets.